# Tekken 2 Original Sound Tracks
La Banda sonora original de Tekken 2 (鉄拳2 オリジナルサウンドトラック - Tekken 2 Original Sound Tracks) es la banda sonora oficial del videojuego de PlayStation Tekken 2, la segunda entrega dentro de la serie de juegos de lucha Tekken. Fue lanzada al mercado en dos versiones, igual que la banda sonora original de Tekken (Tekken Original Sound Tracks).

## Banda sonora original de Tekken 2 - Versión de Playstation (Tekken 2 PlayStation Version OST)
Fue lanzado al mercado en dos partes a mediados del año 1996. Los álbumes de las bandas sonoras fueron publicados por NEC Avenue y distribuidos por Nippon Columbia.

### Tekken 2 Strike Fighting Vol.1
El primer volumen contiene la mitad de la música de fondo arreglada de Tekken 2 para Sony PlayStation. La banda sonora incluye las pistas de los escenarios de los personajes, de sus finales y del vídeo de apertura de la versión de Sony Playstation. También se incluyen algunos temas que aparecieron en el juego anterior, Tekken, los cuales fueron reciclados y asignados a varios subjefes en la versión para PlayStation de Tekken 2.
Lista de los temas:
| #  | Título                                                            | Artista\Compositor | Duración |
| -- | ----------------------------------------------------------------- | ------------------ | -------- |
| 01 | A Man of Artificiality (Para el escenario de Jack-2)              | Yoshie Takayanagi  | 0:27     |
| 02 | ...Why? (Para el final de Jack-2)                                 | Yoshie Takayanagi  | 6:00     |
| 03 | Black Winter Night Sky (Para el vídeo de apertura de PlayStation) | Yoshie Takayanagi  | 5:57     |
| 04 | As Bald As? (Para el escenario de Heihachi Mishima )              | Yoshie Arakawa     | 1:58     |
| 05 | Unparalled Patriot (Para el final de Heihachi Mishima)            | Yoshie Arakawa     | 0:19     |
| 06 | Made Of Stone (Para el escenario de Reino Unido)                  | Yoshie Arakawa     | 1:33     |
| 07 | Rhythm of China (Para el escenario de China)                      | Yoshie Takayanagi  | 1:09     |
| 08 | Late Night Show (Para el final de Anna Williams)                  | Yoshie Arakawa     | 1:58     |
| 09 | Eastern Dance (Para el escenario de Baek Doo San)                 | Yoshie Takayanagi  | 5:04     |
| 10 | Dream a Way (Para el final de Baek Doo San )                      | Yoshie Takayanagi  | 2:40     |
| 11 | Iron MAN (Para el final de Armor King)                            | Yoshie Arakawa     | 2:04     |
| 12 | More Vigorously (Para el escenario de Alex & Roger)               | Yoshie Arakawa     | 2:05     |
| 13 | T-Rex Boy (Para el final de Alex)                                 | Yoshie Arakawa     | 1:49     |
| 14 | Hop-Hop-Hip! (Para el final de Roger)                             | Yoshie Arakawa     | 2:04     |
| 15 | Your Fascinating Wave (Para ingresar el nombre)                   | Yoshie Arakawa     | 1:48     |
| 16 | Surprising Truth (para el escenario de Venecia)                   | Yoshie Takayanagi  | 1:47     |
| 17 | March To The Columns (Para el escenario de Grecia)                | Yoshie Arakawa     | 1:02     |
| 18 | Heat the Heart (Para el final de Bruce Irvin)                     | Yoshie Takayanagi  | 0:46     |
| 19 | P.J. Walk (Para el final de Prototype Jack)                       | Yoshie Takayanagi  | 5:39     |
| 20 | Two Different Sides (Para el escenario de Marshall Law)           | Yoshie Takayanagi  | 4:42     |
| 21 | Dragon Boom!! (Para el final de Marshall Law)                     | Yoshie Takayanagi  | 4:55     |
| 22 | Almost Frozen (Para el escenario de la Antártida)                 | Yoshie Arakawa     | 4:10     |
| 23 | Believe (Para el final de Wang Jinrey)                            | Yoshie Arakawa     | 4:09     |
| 24 | Ancient Temple CBD (Para el escenario de Angkor Vat)              | Yoshie Arakawa     | 0:46     |
| 25 | Nobody Catch Me (Para el escenario de Michelle Chang)             | Yoshie Arakawa     | 5:39     |
| 26 | Water Drop (Para el final de Michelle Chang)                      | Yoshie Arakawa     | 4:42     |
| 27 | Morning Field (para el escenario de Jun Kazama)                   | Yoshie Arakawa     | 4:55     |
| 28 | Forest (Para el final de Jun Kazama)                              | Yoshie Arakawa     | 4:10     |

### Tekken 2 Strike Fighting Vol.2
El segundo volumen fue lanzado un mes después de la salida al mercado del primero. Este segundo volumen contiene la mitad de la música de fondo arreglada para la versión de Playstation de Tekken 2, la banda sonora, las pistas del vídeo de apertura de la versión rcade y la música de fondo de los personajes, incluyendo la de sus respectivos finales. También incluye algunos temas del juego anterior (Tekken) que fueron asignados a varios subjefes para la versión de Tekken 2 de PlayStation.
Lista de los temas:
| #  | Título                                                                       | Artista\Compositor                | Duración |
| -- | ---------------------------------------------------------------------------- | --------------------------------- | -------- |
| 01 | Are You Ready? (Para selección de personaje)                                 | Yoshie Arakawa                    | 1:38     |
| 02 | Silent Assassin - Cool Headed Mix (Para el escenario de Nina Williams)       | Yoshie Arakawa                    | 3:20     |
| 03 | Perspective (para el final de Nina Williams)                                 | Yoshie Arakawa                    | 1:21     |
| 04 | The Head Shaker (Para el escenario Yoshimitsu)                               | Yoshie Arakawa                    | 3:53     |
| 05 | EXIT!! (Para el final de Yoshimitsu)                                         | Yoshie Arakawa                    | 1:02     |
| 06 | It Makes Me Higher (Para el escenario de Chicago)                            | Yoshie Arakawa                    | 2:46     |
| 07 | Black Dream (Para el final de Lee Chaolan )                                  | Yoshie Takayanagi                 | 0:25     |
| 08 | Cut in the Memories (Para el final de Kunimitsu)                             | Yoshie Arakawa                    | 1:30     |
| 09 | Calm Before a Storm (Para el Vídeo de Arcade)                                | Yoshie Takayanagi                 | 0:42     |
| 10 | Paul's Miracle Deathfist (Para el escenario dePaul Phoenix )                 | Yoshie Arakawa                    | 3:29     |
| 11 | T's Music (Para el final de Paul Phoenix)                                    | Yoshie Arakawa                    | 0:23     |
| 12 | All things are in flux and nothing is permanent (Para el escenario de Japón) | Yoshie Arakawa                    | 2:57     |
| 13 | Quiet Interim Report (Para el escenario del Jefe Medio)                      | Yoshie Arakawa                    | 3:31     |
| 14 | The Place, 1997 (Para el escenario de Lei Wulong)                            | Yoshie Arakawa                    | 2:52     |
| 15 | Kwoolong's Eye (Para el final de Lei Wulong)                                 | Yoshie Arakawa                    | 0:56     |
| 16 | Trial (Para el final de Kuma)                                                | Yoshie Arakawa                    | 0:49     |
| 17 | Winner's (Para el final de Ganryu)                                           | Yoshie Arakawa                    | 1:19     |
| 18 | Emotionless Passion (Para el escenario de Kazuya Mishima)                    | Yoshie Arakawa                    | 3:24     |
| 19 | Guilty or Not Guilty (Para el final de Kazuya Mishima)                       | Yoshie Arakawa                    | 0:51     |
| 20 | Hit Out (Para el escenario del Estadio)                                      | Yoshie Arakawa                    | 1:48     |
| 21 | Here is the Point of No Return (Para el escenario del Desierto)              | Yoshie Arakawa                    | 3:00     |
| 22 | Ring A Bell (Para el escenario de King)                                      | Yoshie Arakawa                    | 2:08     |
| 23 | Sweet Home (Para el final de King)                                           | Yoshie Arakawa                    | 1:12     |
| 24 | BE IN THE MIRROR (Para el escenario de Devil)                                | Yoshie Arakawa                    | 3:02     |
| 25 | Devil!! (Para el final de Devil )                                            | Yoshie Arakawa                    | 1:02     |
| 26 | Angel Rising (Para el final de Angel)                                        | Yoshie Arakawa                    | 1:05     |
| 27 | Go! Go! Go! (Para los resultados del combate)                                | Yoshie Arakawa                    | 1:18     |
| 28 | Landscape Under The Ghost - KAMINANO (Para los créditos)                     | Yoshie Arakawa, Yoshie Takayanagi | 2:20     |

## Tekken 2 Arcade Version OST
Estos fueron los arreglos de la banda sonora para la versión de PlayStation. Por eso, estos álbumes para la versión arcade salieron con el título Tekken 2 Strike Arranges.

### Tekken 2 Strike Arranges
Este fue lanzado un mes después de la salida al mercado de la banda sonora para la versión de PlayStation. Esta vez solo se incluyeron versiones arregladas de los principales temas de fondo.
Lista de los temas:
| #  | Título                                                          | Artista\Compositor | Duración |
| -- | --------------------------------------------------------------- | ------------------ | -------- |
| 01 | Emotionless Passion (Tema de Kazuya Mishima versión arreglada)  | Yoshie Arakawa     | 3:28     |
| 02 | The Head Shaker (Tema de Yoshimitsu versión arreglada)          | Yoshie Arakawa     | 5:03     |
| 03 | Dance Of The East (tema de Baek Doo San versión arreglada)      | Yoshie Takayanagi  | 4:15     |
| 04 | Almost Frozen (tema de la Antártida versión arreglada)          | Yoshie Arakawa     | 3:48     |
| 05 | Two Different Sides (Tema de Marshall Law versión arreglada)    | Yoshie Takayanagi  | 4:43     |
| 06 | The Head Shaker (Tema de Yoshimitsu versión remix)              | Yoshie Arakawa     | 6:17     |
| 07 | A Man Of Artificiality (tema de Jack-2 versión remix)           | Yoshie Takayanagi  | 4:51     |
| 08 | Quiet Interim Report (Tema del Jefe Medio versión arreglada     | Yoshie Arakawa     | 3:37     |
| 09 | A Man Of Artificiality (Tema de Jack-2 versión arreglada)       | Yoshie Takayanagi  | 4:45     |
| 10 | Morning Fields (Tema de Jun Kazama Versión Arreglada)           | Yoshie Arakawa     | 4:39     |
| 11 | Black Winter Night Sky (Versión arreglada del Tema de Apertura) | Yoshie Takayanagi  | 3:58     |
| 12 | Ring A Bell (Tema de king versión arreglada)                    | Yoshie Arakawa     | 4:45     |
| 13 | Forest (Thema del final de Jun Kazama Versión arreglada)        | Yoshie Arakawa     | 4:43     |

### Namco Game Sound Express VOL.26 Tekken 2
Este es el prelanzamiento de la versión arcade de la banda sonora, las cuales salieron incluso antes del lanzamiento de la banda sonora de Tekken 2 para la PlayStation.
Lista de los temas:
| #  | Título                                     | Artista\Compositor | Duración |
| -- | ------------------------------------------ | ------------------ | -------- |
| 01 | Tekken 2 Attract Movie Soundtrack          | Yoshie Takayanagi  | 0:22     |
| 02 | Fighter Select                             | Yoshie Arakawa     | 0:44     |
| 03 | Michelle Chang -Wandering Female Fighter-  | Yoshie Arakawa     | 2:09     |
| 04 | Yoshimitsu -Mechanized Space Ninja-        | Yoshie Arakawa     | 2:08     |
| 05 | King -Wild Beast Father-                   | Yoshie Arakawa     | 2:32     |
| 06 | Lei Wulong -Super Police-                  | Yoshie Arakawa     | 2:23     |
| 07 | Nina Williams -Silent Assassin-            | Yoshie Arakawa     | 2:17     |
| 08 | Marshall Law -Legendary Dragon Once Again- | Yoshie Takayanagi  | 1:57     |
| 09 | Paul Phoenix -Hot Blooded Martial Artist-  | Yoshie Arakawa     | 2:11     |
| 10 | Jack-2 -Super Killing Machine-             | Yoshie Takayanagi  | 3:09     |
| 11 | Jun Kazama -Ecological Fighter-            | Yoshie Arakawa     | 2:36     |
| 12 | Baek Doo San -Killing Hawk-                | Yoshie Takayanagi  | 1:59     |
| 13 | Heihachi Mishima -Iron Fist King-          | Yoshie Arakawa     | 2:34     |
| 14 | Mid Boss                                   | Yoshie Arakawa     | 2:23     |
| 15 | Kazuya Mishima -Devil Kazuya-              | Yoshie Arakawa     | 2:18     |
| 16 | Ending BGM                                 | Yoshie Arakawa     | 1:23     |
| 17 | Bonus -SE BOX-                             | Yoshie Takayanagi  | 0:49     |